# Бродзинский, Казимир
Казимир Бродзинский (пол. Kazimierz Brodziński; 8 марта 1791, Королевство Галиции и Лодомерии — 10 октября 1835, Дрезден) — польский поэт, редактор, переводчик и теоретик литературы.

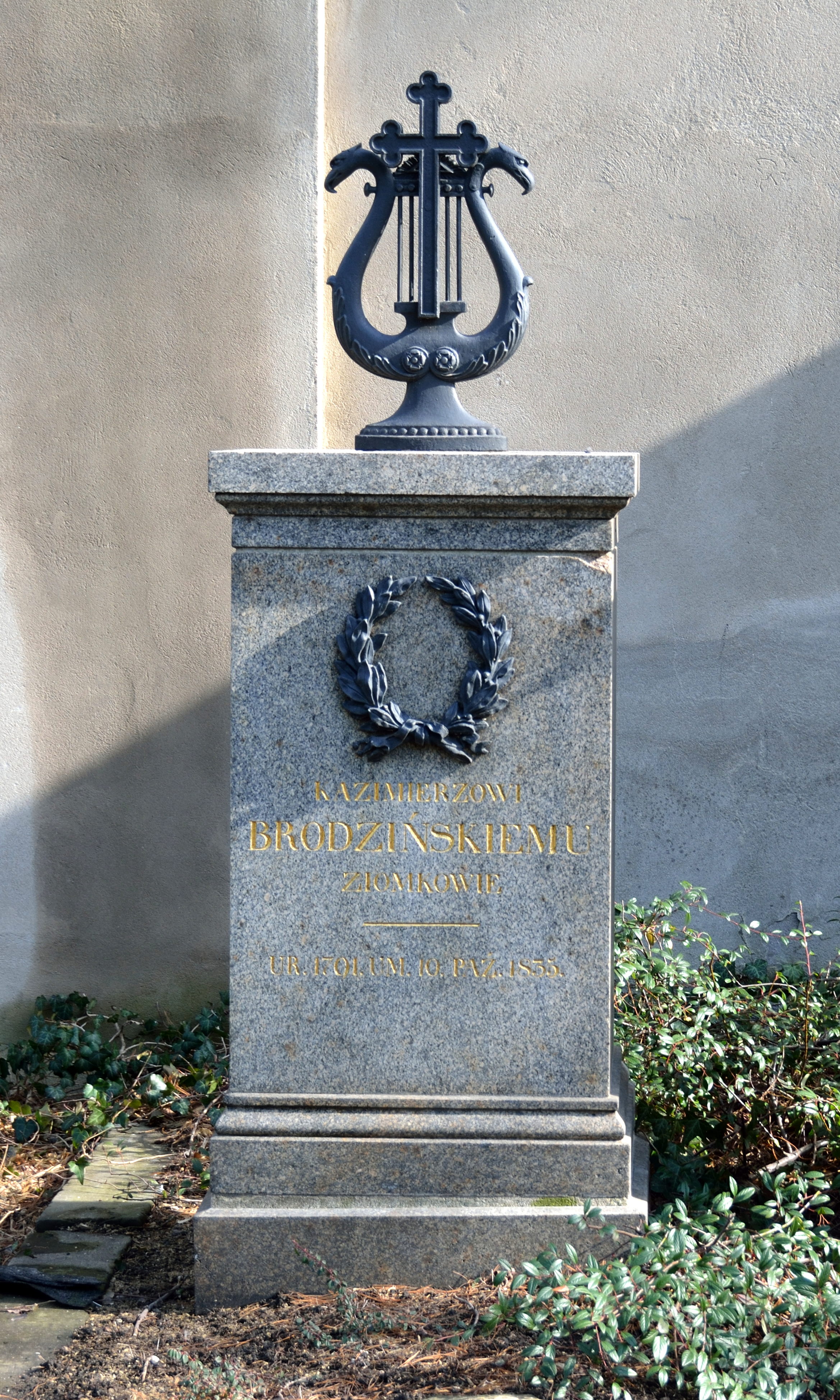
Могила поэта на Старом католическом кладбище в Дрездене

## Биография
Сын обедневшего дворянина, управляющего имением, родился 3 августа 1791 года в Крулювке, недалеко от Бохни, после первого раздела Польши вошедшего в Королевство Галиции и Лодомерии. Рано потерял мать и был воспитан мачехой, которая жестоко обращалась с ним и вовсе не заботилась о его нравственном и умственном развитии. Мальчик бежал от её преследований к крестьянам, захватив с собой политические брошюры и стихотворения Трембецкого, найденные на чердаке родного дома. Вскоре его отдали в учение к строгому учителю-немцу, который запрещал ему читать по-польски и учил на немецком языке; в это время Бродзинский случайно познакомился с Кохановским, который оказал на него весьма сильное влияние.
В 1797 году он начал обучение в школе села Липнице- Мурована. В 1800 году он стал посещать школу в Тарнуве, через 3 года был переведён в местную гимназию, которую и окончил. После этого, в 1809 году он поступил на военную службу в артиллерию герцогства Варшавского, где познакомился со многими офицерами, интересовавшимися литературой. Ещё в 1807 году он опубликовал свои первые стихи в сборнике своего брата Анджея Бродзинского, изданном в Кракове.
Зная немецкий язык, он познакомился с творчеством поэтов, которые произвели на него сильное впечатление: Шекспиром, Шиллером, Гёте, Парни, Милльвуа и другими; переводил некоторые из их произведений и стал писать стихотворения по их образцу. В 1812 году участвовал в походе против России, затем в битве под Лейпцигом был ранен и взят в плен.
В 1814 году приехал в Варшаву и с 1815 года работал секретарём управления Национального театра (до 1821), был театральным цензором.
С 1818 года работал учителем словесности в различных школах, а после получения степени доктора философии с 1822 года читал лекции по эстетике, стилистике и истории литературы в Варшавском университете; в 1823 году стал членом Варшавского учёного общества; в 1823—1830 годах был секретарём университета. Побывал в Германии, Италии и Швейцарии. Его диссертации: «О dąźenìu polskiej literatury» и «О klasyczności i romantyczności» пробили первую брешь в оплотах псевдоклассицизма. Бродзинский был пропагандистом романтизма в польской литературе. По его мнению, поэзия должна быть идиллической, простой, умеренной и патриотичной, отражать национальный дух. В своих теоретических работах он пытался найти компромисс между группами польских романтиков и последователей классицизма. Настоящим предтечей романтизма он был на университетской кафедре в Варшаве; свои лекции он читал одновременно с красноречивым защитником псевдоклассицизма Людовиком Огинским, на лекции которого стекалась масса образованной публики. Бродзинский же тихим голосом знакомил свою немногочисленную аудиторию с сочинениями западно-европейских гениев и мало-помалу приобретал известность.
Во время Польского восстания был редактором повстанческих газет «Польский Курьер» и «Новая Польша», работал инспектором школ. После подавления восстания был уволен со всех постов и некоторое время жил в Кракове, в 1834 году вернулся в Варшав; — печатал статьи в области теории литературы, издавал «Jutrzenka», в 1834—1835 годах редактировал «Magazyn Powszechny».
К концу жизни он обратился к мессианству, основанному на вере в то, что после неудавшегося восстания судьба польского народа — это искупление свободы других славянских народов. Одним из последних его трудов было сочинение под заглавием: «Poselstwo do braci wygnańców» (1838—1850).
Умер 10 октября 1835 года в Дрездене, возвращаясь с лечения в Карловых Варах. Был похоронен на Старом католическом кладбище в Дрездене.
Сочинения его были изданы сперва в 10 томах, в Вильно (1842—1844), и потом в более полном виде Крашевским (в Познани, 1872—1874 гг., в 8 тт.). Заслуга сбора и сохранения рукописей К. Бродзинского принадлежит Ф. Дмоховскому.